# Clara López
Clara Eugenia López Obregón, née le 12 avril 1950 à Bogota, est une femme politique colombienne. Économiste et avocate, elle a également été ministre du Travail entre 2016 et 2017 sous la présidence de Juan Manuel Santos.